# 小戸ヶ岩龍雄
小戸ヶ岩 龍雄（おとがいわ たつお、1914年3月25日 - 1986年9月3日）は、福岡県福岡市出身（出生地は同県朝倉郡夜須町）で若藤部屋に所属した大相撲力士。本名は時札 辰雄（ときさつ たつお）。現役時代の体格は173cm、92kg。最高位は東前頭15枚目。

## 来歴・人物
1932年1月場所で初土俵を踏み、1935年5月場所にて十両に昇進。1941年5月場所で新入幕、幕内を計3場所務めた。
現役晩年は幕下まで番付を落とし、1948年5月場所限りで廃業。現役中は巡業で、初っ切りを行っていた。孫も角界入りし、「小戸龍」の四股名で、幕下上位まで上がった。
廃業後は東京都江戸川区にて、保険代理店を経営していた。
1986年9月3日、肺癌のため千葉県千葉市内の病院で逝去。72歳没。

## 主な戦績
- 通算成績：132勝171敗 勝率.436
- 幕内成績：18勝27敗 勝率.400
- 現役在位：29場所
- 幕内在位：3場所

## 場所別成績
| 1932年 （昭和7年） | （前相撲）         | （前相撲） | 東序ノ口12枚目 5–1     | 東序ノ口12枚目 4–2 |
| 1933年 （昭和8年） | 東序二段11枚目 5–1 | x          | 東三段目13枚目 5–1     | x                  |
| 1934年 （昭和9年） | 東幕下18枚目 6–5   | x          | 東幕下9枚目 6–5        | x                  |
| 1935年 （昭和10年） | 東幕下6枚目 8–3    | x          | 西十両9枚目 3–8        | x                  |
| 1936年 （昭和11年） | 西幕下2枚目 6–5    | x          | 東十両14枚目 6–5       | x                  |
| 1937年 （昭和12年） | 東十両11枚目 7–4   | x          | 東十両6枚目 3–10       | x                  |
| 1938年 （昭和13年） | 西十両14枚目 4–9   | x          | 西幕下11枚目 5–2       | x                  |
| 1939年 （昭和14年） | 西幕下筆頭 4–3     | x          | 西十両13枚目 3–12      | x                  |
| 1940年 （昭和15年） | 西幕下6枚目 6–2    | x          | 西十両10枚目 8–7       | x                  |
| 1941年 （昭和16年） | 西十両5枚目 9–6    | x          | 西前頭21枚目 8–7       | x                  |
| 1942年 （昭和17年） | 東前頭15枚目 6–9   | x          | 東前頭16枚目 4–11      | x                  |
| 1943年 （昭和18年） | 西十両筆頭 7–8     | x          | 西十両4枚目 4–11       | x                  |
| 1944年 （昭和19年） | 東十両14枚目 8–7   | x          | 東十両8枚目 3–7        | 東十両15枚目 2–8   |
| 1945年 （昭和20年） | x                  | x          | 東幕下5枚目 0–5        | 東幕下19枚目 4–1   |
| 1946年 （昭和21年） | x                  | x          | x                      | 西幕下5枚目 4–3    |
| 1947年 （昭和22年） | x                  | x          | 東幕下2枚目 1–4        | 東幕下12枚目 3–3   |
| 1948年 （昭和23年） | x                  | x          | 東幕下9枚目 引退 0–6–0 | x                  |
| 各欄の数字は、「勝ち-負け-休場」を示す。 優勝 引退 休場 十両 幕下 三賞：敢=敢闘賞、殊=殊勲賞、技=技能賞 その他：★=金星 番付階級：幕内 - 十両 - 幕下 - 三段目 - 序二段 - 序ノ口 幕内序列：横綱 - 大関 - 関脇 - 小結 - 前頭（「#数字」は各位内の序列） |                    |            |                        |                    |

### 幕内対戦成績
| 力士名 | 勝数 | 負数 | 力士名 | 勝数 | 負数 | 力士名   | 勝数 | 負数 | 力士名 | 勝数 | 負数 |
| ------ | ---- | ---- | ------ | ---- | ---- | -------- | ---- | ---- | ------ | ---- | ---- |
| 綾昇   | 0    | 1    | 綾若   | 2    | 1    | 鹿嶋洋   | 0    | 1    | 九州山 | 0    | 2    |
| 相模川 | 0    | 1    | 櫻錦   | 0    | 1    | 神東山   | 1    | 0    | 大邱山 | 0    | 1    |
| 武ノ里 | 0    | 1    | 十三錦 | 1    | 1    | 豊嶋     | 0    | 1    | 藤ノ里 | 1    | 1    |
| 増位山 | 0    | 1    | 松ノ里 | 0    | 3    | 陸奥ノ里 | 2    | 1    | 八方山 | 1    | 2    |
| 倭岩   | 2    | 1    | 大和錦 | 0    | 1    | 龍王山   | 1    | 1    | 両國   | 2    | 1    |
| 若瀬川 | 1    | 0    |        |      |      |          |      |      |        |      |      |

## 改名
- 小戸ヶ岩 龍雄（おとがいわ たつお）1932年2月場所 - 1948年5月場所